# Chloropsis venusta
Chloropsis venusta е вид птица от семейство Chloropseidae. Видът е почти застрашен от изчезване.

## Разпространение
Видът е разпространен в Индонезия.